# Lista siturilor arheologice din județul Mehedinți - V
Lista siturilor arheologice din județul Mehedinți - V conține toate siturile arheologice din județul Mehedinți înscrise în Repertoriul Arheologic Național (RAN) și aflate în localități al căror nume începe cu litera V. RAN este administrat de Ministerul Culturii și Patrimoniului Național și cuprinde date științifice, cartografice, topografice, imagini și planuri, precum și orice alte informații privitoare la zonele cu potențial arheologic, studiate sau nu, încă existente sau dispărute.
Puteți căuta un sit din localitățile care încep cu litera V folosind formularul de mai jos sau puteți naviga prin toate siturile din județ la Lista siturilor arheologice din județul Mehedinți.
| Cod RAN                                   | Denumire | Localitate                        | Adresă    | Datare                    | Descoperit | Coordonate | Imagine           | Erori            |
| ----------------------------------------- | --- | --------------------------------- | --------- | ------------------------- | ---------- | ---------- | ----------------- | ---------------- |
| 111435.01.01 (Cod LMI: MH-I-s-B-10107)    | Așezarea Sălcuța de la Valea Anilor - "La Glămie" / ansamblu Așezare neolitică (Categorie: locuire civilă) (Tip: Așezare) | sat Valea Anilor, comuna Corlățel | La Glămie | Sălcuța                   |            |            | Încărcați imagine | Raportați eroare |
| 110991.01.01 (Cod LMI: MH-I-s-B-10108)    | Așezarea romană de la Vrancea / ansamblu Așezare daco-romană (Categorie: locuire civilă) (Tip: Așezare)                   | sat Vrancea, comuna Burila Mare   |           | daco-romană sec. II - III |            |            | Încărcați imagine | Raportați eroare |
| 111809.01.01 (Cod LMI: MH-I-m-B-10109.01) | Situl arheologic din epoca medievală de la Vrața / ansamblu Așezare medievală (Categorie: locuire) (Tip: Așezare)         | sat Vrata, comuna Vrata           |           | sec. XIV - XV             |            |            | Încărcați imagine | Raportați eroare |
| 111809.01.02 (Cod LMI: MH-I-m-B-10109.02) | Situl arheologic din epoca medievală de la Vrața / ansamblu Necropolă medievală (Categorie: locuire) (Tip: Necropolă)     | sat Vrata, comuna Vrata           |           | sec. XIV - XV             |            |            | Încărcați imagine | Raportați eroare |